# Resolució 716 del Consell de Seguretat de les Nacions Unides
La Resolució 716 del Consell de Seguretat de les Nacions Unides fou adoptada per unanimitat l'11 d'octubre de 1991. El Consell va reafirmar la seva posició sobre Xipre, recentment en la seva Resolució 649 (1990) relativa a l'establiment d'un moviment independent, no alineat, federació bicomunal sense unió amb un altre país. Demana a les parts implicades que s'adhereixin plenament als principis esmentats anteriorment, demanant la seva cooperació amb el Secretari General i assenyalant la seva intenció de reprendre les negociacions el novembre de 1991 per completar un acord marc general. La millor manera de fer-ho, va considerar el Consell, era considerar una reunió internacional d'alt nivell presidida pel secretari general en què juntament amb els líders de les dues comunitats de Xipre, hi participarien Grècia i Turquia.
La resolució va acabar demanant al Secretari General que informés si s'havia avançat suficient per convocar la reunió d'alt nivell i per transmetre el desenvolupament del "Conjunt d'idees". El desembre de 1991, els esforços per a una solució havien fracassat, i el secretari general Javier Pérez de Cuéllar va reiterar que la sobirania de Xipre serà igual de compartida però indivisible i que la solució es basarà en un "acord constitucional" negociat en una plataforma igual i aprovada a través de referèndums separats.